# Melitaea tauricus
Melitaea tauricus är en fjärilsart som beskrevs av Belter 1934. Melitaea tauricus ingår i släktet Melitaea och familjen praktfjärilar. Inga underarter finns listade i Catalogue of Life.